# Lince (cápsula tripulada)
LINCE es una cápsula tripulada en fase de desarrollo de la agencia española privada PLD Space ideada para misiones espaciales y transporte de tripulación. Será la primera cápsula privada tripulada de Europa.

## Historia
El 8 de octubre de 2024 Ezequiel Sánchez, presidente de PLD Space comunicó los planes de desarrollo de la compañía, incluyendo estado del programa Miura 5 y los proyectos de futuro: MIURA Next, su nueva familia de grandes lanzadores reutilizables, y LINCE, la primera cápsula privada tripulada en Europa.
Los primeros ensayos para LINCE tendrán lugar en 2025, estando previsto un primer vuelo de prueba no tripulado, impulsado por un MIURA 5, en 2028 desde el puerto espacial europeo CSG en Kourou, Guayana Francesa. Asimismo el primer vuelo orbital, lanzado por un MIURA Next, sería em 2030. Podrá colocar astronautas en órbita y en una trayectoria translunar y será capaz de transferir carga o personas a la Luna.

## Características
Las características de la cápsula serán:
- 4-5 astronautas por vuelo
- 5000 kg
- 8 m3
- 3400 kg de carga